# Halowe Mistrzostwa Europy w Lekkoatletyce 1972 – skok o tyczce mężczyzn
Skok o tyczce mężczyzn – jedna z konkurencji technicznych rozgrywanych podczas halowych lekkoatletycznych mistrzostw Europy w hali Palais des Sports w Grenoble. Rozegrano od razu finał 12 marca 1972. Zwyciężył reprezentant Niemieckiej Republiki Demokratycznej Wolfgang Nordwig, który obronił tytuł zdobyty na poprzednich mistrzostwach.

## Rezultaty

### Finał
Rozegrano od razu finał, w którym wzięło udział 12 skoczków.

Opracowano na podstawie materiału źródłowego.
| Poz. | Zawodnik           | Reprezentacja   | 4,60 | 4,70 | 4,80 | 4,90 | 5,00 | 5,10 | 5,20 | 5,25 | 5,30 | 5,35 | 5,40 | 5,45 | Wynik | Uwagi |
| ---- | ------------------ | --------------- | ---- | ---- | ---- | ---- | ---- | ---- | ---- | ---- | ---- | ---- | ---- | ---- | ----- | ----- |
| 01 ! | Wolfgang Nordwig   | NRD             | –    | –    | –    | –    | o    | –    | o    | –    | xo   | o    | xo   | xxx  | 5,40  | =,    |
| 02 ! | Hans Lagerqvist    | Szwecja         | –    | –    | –    | xo   | –    | o    | o    | –    | o    | xxo  | xxo  | xxx  | 5,40  |       |
| 03 ! | Antti Kalliomäki   | Finlandia       | –    | –    | –    | –    | o    | –    | xxo  | –    | xxo  | xxx  |      |      | 5,30  |       |
| 4.   | Jurij Isakow       | ZSRR            | –    | –    | –    | xo   | –    | o    | xo   | –    | xxx  |      |      |      | 5,20  |       |
| 5.   | Ignacio Sola       | Hiszpania       | –    | –    | o    | –    | o    | xxx  |      |      |      |      |      |      | 5,00  |       |
| 6.   | Mike Bull          | Wielka Brytania | –    | –    | –    | –    | xo   | xxx  |      |      |      |      |      |      | 5,00  |       |
| 7.   | Heinfried Engel    | RFN             | –    | –    | o    | –    | xxx  |      |      |      |      |      |      |      | 4,80  |       |
| 8.   | Flemming Johansen  | Dania           | xo   | o    | o    | xxx  |      |      |      |      |      |      |      |      | 4,80  |       |
| 9.   | Silvio Fraquelli   | Włochy          | xo   | –    | xxo  | xxx  |      |      |      |      |      |      |      |      | 4,80  |       |
| 10.  | Robert Steinhacker | Węgry           | -    | xo   | –    | xxx  |      |      |      |      |      |      |      |      | 4,70  |       |
| –    | Jean-Michel Bellot | Francja         | –    | –    | –    | xxx  |      |      |      |      |      |      |      |      | NM    |       |
| –    | Romuald Murawski   | Polska          | –    | –    | –    | xxx  |      |      |      |      |      |      |      |      | NM    |       |